# Ceratiomyxa morchella
Ceratiomyxa morchella ist ein Schleimpilz aus der Gruppe der Protosporangiida. Er wächst im tropischen und subtropischen Amerika auf totem Holz.

## Merkmale
Die Fruchtkörper ähneln typischerweise denen der Pilzgattung Morchella. Jedoch werden sie nur bis zu drei Millimeter hoch und zwischen 0,5 und 2,0 Millimeter breit. Sie wachsen gesellig oder sind miteinander verwachsen. Die kugeligen bis fast zylindrischen Köpfchen sitzen auf einem Stiel oder direkt auf dem Untergrund. Sie sind mehr oder weniger faltig oder gewunden. Der Stiel ist, wenn vorhanden, zylindrisch und weiß gefärbt oder hyalin. Am Grund der Fruchtkörper kann eine dünne, hyaline Unterlage (Hypothallus) vorhanden sein.
Die Sporen sind eiförmig bis ellipsoid, glatt und hyalin; in Masse erscheinen sie weiß. Sie messen 9–11 × 6–8 Mikrometer. Das Plasmodium ist weiß.

## Verbreitung

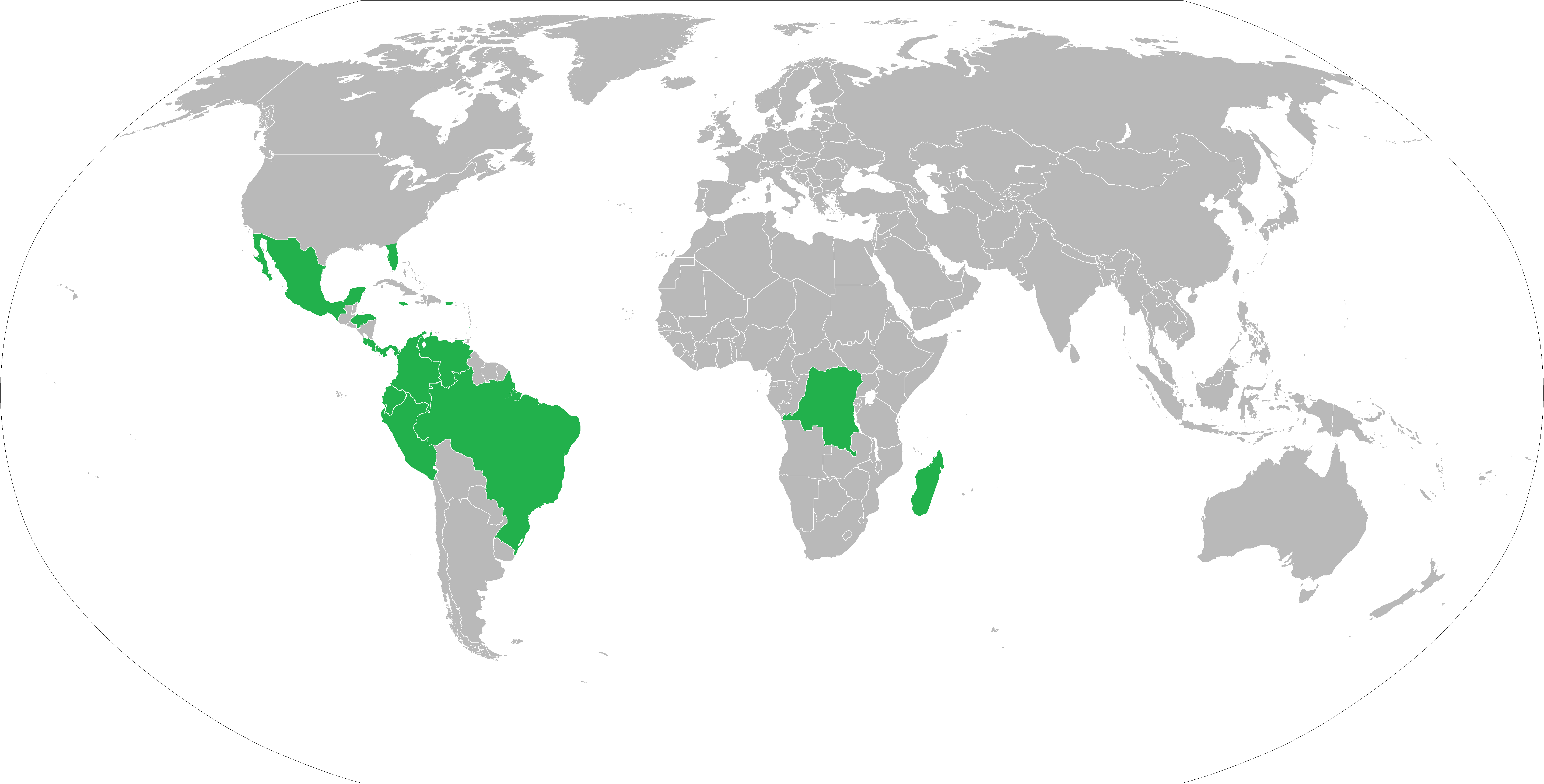
Verbreitungskarte

Der Schleimpilz ist in den Tropen und Subtropen Amerikas verbreitet. So ist er in Honduras, Costa Rica, Panama, Jamaica, Puerto Rico, Venezuela, Suriname und in Florida anzutreffen.